# Niemand in de stad (film)
Niemand in de stad is een film uit 2018, geregisseerd door Michiel van Erp voor De Familie Film & TV. De film is gebaseerd op het gelijknamige boek van Philip Huff.

## Verhaal
De film gaat over het ruwe studentenleven in Amsterdam. Maar gaat ook verder middels een kijkje in de levens van een aantal jongvolwassen studenten. Zo worstelt Jacob met zijn homoseksualiteit en is hij een 'pretend student' (hij houdt de schijn hoog dat hij studeert), heeft Matt een zeer moeizame relatie met zijn vader en maakt Philip een ongelukkige zoektocht in de liefde door.

## Rolverdeling
| Acteur          | Personage            |
| --------------- | -------------------- |
| Minne Koole     | Philip Hofman        |
| Jonas Smulders  | Matt de Jager        |
| Chris Peters    | Jacob van Wijnbergen |
| Sofie Porro     | Karen Ricks          |
| Julia Akkermans | Elisabeth de Vries   |

## Ontvangst

### Recensies
De Volkskrant gaf de film vier uit vijf sterren en schreef: "Dat Niemand in de stad feitelijk een debuut is, valt nergens aan af te zien. Van Erp zet zijn ruime ervaring met documentaires en televisieseries uitstekend in." NRC gaf eveneens vier uit vijf sterren en schreef: "Niemand in de stad is een soms lyrisch, soms melancholiek groepsportret over vriendschap en volwassen worden: wat je leert en wat je verliest."

### Prijzen en nominaties
Een selectie:
| Jaar | Evenement                               | Categorie                | Genomineerde             | Resultaat   |
| ---- | --------------------------------------- | ------------------------ | ------------------------ | ----------- |
| 2019 | Nederlands Film Festival (39ste editie) | Beste film               | Niemand in de stad       | Genomineerd |
| 2019 | Nederlands Film Festival (39ste editie) | Beste regie              | Michiel van Erp          | Genomineerd |
| 2019 | Nederlands Film Festival (39ste editie) | Beste acteur             | Minne Koole              | Genomineerd |
| 2019 | Nederlands Film Festival (39ste editie) | Beste vrouwelijke bijrol | Julia Akkermans          | Gewonnen    |
| 2019 | Nederlands Film Festival (39ste editie) | Beste scenario           | Philip Huff, Marnie Blok | Genomineerd |
| 2019 | Nederlands Film Festival (39ste editie) | Beste camera             | Jasper Wolf              | Gewonnen    |
| 2019 | Nederlands Film Festival (39ste editie) | Beste montage            | Axel Skovdal Roelofs     | Genomineerd |
| 2019 | Nederlands Film Festival (39ste editie) | Beste muziek             | Perquisite               | Genomineerd |
| 2019 | Nederlands Film Festival (39ste editie) | Beste sound design       | Nardi van Dijk           | Genomineerd |